# Język literacki
Język literacki – wieloznaczny termin lingwistyczny. Według jednego z ujęć język literacki to (naj)wyższa społecznie forma języka, przeznaczona do użytku ponadregionalnego w obrębie pewnej społeczności językowej. Odmiana taka aspiruje do roli narodowego środka komunikacji i pełni dla narodu funkcję symboliczną (reprezentatywną). W dzisiejszej epoce języki literackie są starannie opisane na wszystkich swoich płaszczyznach i podlegają kodyfikacji (w postaci zasad ortografii, gramatyk i słowników). Język literacki stanowi podstawę ukształtowania się tradycji literackiej i rozwija się wraz z rozwojem piśmiennictwa.
Różnie bywa ujmowany stosunek języka literackiego do innych odmian językowych. W zależności od podejścia (w różnych tradycjach naukowych) język literacki może być przeciwstawiany zarówno dialektom (ludowym bądź regionalnym), jak i językowi potocznemu. Definicje „języka literackiego” często powołują się na tradycje piśmiennicze, co prowadzi do utożsamiania języka literackiego z językiem pisanym. Z. Klemensiewicz proponował nazwę „język literacki” dla pisanej odmiany języka ogólnego, podczas gdy odmiana ustna miałaby być nazywana dialektem kulturalnym. W szerszym znaczeniu język literacki można utożsamić z językiem ogólnym; stosunkowo nowym, bliskoznacznym terminem jest „język standardowy”.
Zwolennicy gramatyki tradycyjnej zakładali, że język pisany (a zwłaszcza literacki) ma fundamentalny charakter, jako „czystszy” i bardziej „poprawny” od innych odmian języka. Przekonanie to uznano potem za niesłuszne, gdyż każda odmiana języka ma swoje własne zasady gramatyczne, a język literacki bierze swój szczególny status z pewnych okoliczności historycznych.

## Terminologia
Termin „język literacki”, pomimo długiej tradycji, ma charakter wieloznaczny i jest niejednolicie rozumiany przez różne szkoły językoznawcze. Ponadto różni autorzy często posługują się tym terminem dla opisu nieco innych odmian języka.
W polskiej literaturze poświęconej stratyfikacji polszczyzny wymiennie pojawiają się takie terminy jak „język ogólnonarodowy”, „język literacki”, „język kulturalny”, „dialekt kulturalny”, „polszczyzna ogólna”, „polszczyzna kulturalna”. Termin „język standardowy” wywodzi się z tradycji anglojęzycznej i gdzieniegdzie występuje jako nowoczesny synonim języka literackiego. Przez niektórych autorów jest uważany za bardziej trafny od starszego „języka literackiego”. W języku angielskim stosuje się przede wszystkim termin standard language. Adekwatność terminu „język literacki” bywa kwestionowana, zwłaszcza w obliczu redukcji roli normotwórczej literatury; zmiana ta dotyczy zarówno polszczyzny, jak i wielu innych języków świata.
Termin „język literacki” zadomowił się przede wszystkim w językach słowiańskich i slawistyce (por. cz. spisovný jazyk; ros. литературный язык, litieraturnyj jazyk). Pojęcie języka literackiego bywa stosowane również w odniesieniu do takich oficjalnych odmian języka, które przyjęły się jedynie w ograniczonym zakresie (niekoniecznie wśród wszystkich warstw społeczeństwa, np. literacki język starogrecki), w odróżnieniu od odmian standardowych, które aspirują do roli odmian ponadregionalnych (i które zaczęły powstawać w XIX–XX w.).
Określenie „język literacki” wskazuje na dawniejszy nośnik tej szczególnej odmiany języka (piśmiennictwo). Czasem mianem języka literackiego określa się wręcz język pisany. W odniesieniu do języków dawnych (np. średniowiecznych czy starożytnych) termin „język literacki” znaczy zwykle tyle, co: „język pisany; język mający jakąś formę piśmiennictwa”. Pisany standard języka to tzw. grafolekt.
Pojęcie języka literackiego rozumie się czasem jeszcze węziej niż jako pisany standard języka, utożsamiając je z językiem literatury pięknej (stylem artystycznym), pewną odmianą funkcjonalną języka. Wyróżniać można także odmiany szeroko rozumianego języka literackiego, kształtujące się ze względu na cele i okoliczności jego użycia.

## Język literacki a potoczny
Rozróżnienie między językiem literackim a potocznym nie jest rygorystycznie określone, gdyż pojęcia te nie muszą być sobie przeciwstawne, a sam termin „język literacki” bywa, jak przedstawiono powyżej, rozumiany na rozmaite sposoby. Style potoczne nie zawsze są wyłączane z pojęcia języka literackiego.
Na gruncie językoznawstwa polskiego język literacki od potocznego odróżniał przede wszystkim Zenon Klemensiewicz. Język literacki (rozumiany jako pisana odmiana języka ogólnego) od języka potocznego (przede wszystkim mówionego) różni się przede wszystkim słownictwem i składnią. W zakresie słownictwa język literacki od potocznego odróżnia z jednej strony specyficzna tylko dla niego leksyka (tzw. „wyrazy książkowe”, jak rzec, bowiem), z drugiej nasycenie wyrazami abstrakcyjnymi, większy stopień nominalności (większy udział rzeczowników w stosunku do czasowników) oraz większa precyzyjność znaczeniowa. W zakresie składni język literacki odznacza się w stosunku do potocznego większym bogactwem środków, częstszym występowaniem zdań wielokrotnie złożonych oraz odmiennym (bardziej logicznym i starannym) tokiem zdania. Język literacki spełnia inne zadania niż język mówiony, utożsamiany z doraźnym i pośpiesznym charakterem przekazu – służy przekazywaniu treści niezwiązanych bezpośrednio ze sferami życia codziennego lub poruszaniu takiej tematyki w sposób niepotoczny (np. w publicystyce lub pismach urzędowych). Wypowiedzi pisane muszą być pełniejsze treściowo od mówionych, gdyż są pozbawione kontekstu sytuacyjnego. Dla języka pisanego charakterystyczne jest zwięzłe i precyzyjne wykorzystanie środków językowych; jest bowiem produktem dłuższej refleksji. W słownictwie pisanym jest mniej wyrazów ekspresywnych, wyrazów profesjonalnych oraz regionalizmów.
W komunikacji pisanej, zwłaszcza formalnej, częściej przestrzegane są normy językowe, w tym zasady języka standardowego. Język pisany ulega silniejszej standaryzacji niż język mówiony i ma charakter wysoce skonwencjonalizowany. Ponadto język pisany rządzi się kodyfikowanymi przepisami ortograficznymi i interpunkcyjnymi – normami zewnętrznojęzykowymi, ustalanymi przez instytucję regulującą dany język.

## Pochodzenie języka literackiego
Standard literacki wywodzi się najczęściej z narzecza dominującej elity politycznej/gospodarczej w danym państwie.

### Przykład języka polskiego
Problematyka pochodzenia polszczyzny literackiej jest przedmiotem kontrowersji naukowej. Początkowo (od XIX wieku) wykształciły się dwie główne hipotezy: o wielkopolskim i o małopolskim pochodzeniu polskiego języka literackiego. Zwolennicy hipotezy wielkopolskiej opierali się przede wszystkim na fonetycznym podobieństwie literackiego języka polskiego do dialektu wielkopolskiego, jako że w odróżnieniu od większości dialektów języka polskiego (w tym małopolskiego), a podobnie do dialektu wielkopolskiego w języku polskim literackim nie występuje zjawisko mazurzenia. Posługiwano się także argumentacją historyczną (Wielkopolska jako kolebka państwowości polskiej). Zwolennicy hipotezy małopolskiej starali się dowieść, że mazurzenie jest zjawiskiem późnym, głosząc też, że jego centrum było Mazowsze, skąd dopiero rozprzestrzeniło się ono na Małopolskę w XV i XVI wieku. Polski dialekt literacki kształtował się według zwolenników tej hipotezy już po przeniesieniu centrum politycznego kraju do Krakowa, wiążąc się z dworem krakowskim. Później podniesiono także zagadnienie wymowy samogłosek nosowych, bliższej w języku literackim dialektowi wielkopolskiemu. Stopniowo wykształciły się także stanowiska kompromisowe, o wspólnej wielkopolsko-małopolskiej genezie języka literackiego, w których zaznaczano także wpływ od XVI wieku form mazowieckich, a nawet polszczyzny kresowej. W późniejszej fazie sporu koncentrowano się na zagadnieniach niepewności autorstwa i terytorialnego pochodzenia pierwszych polskich utworów literackich oraz na zagadnieniu stosunku polszczyzny literackiej polskich tekstów średniowiecznych do późniejszej polszczyzny literackiej (zwraca uwagę niewielka liczba form regionalnych już w najstarszych polskich dziełach literackich).
Według badań dokonanych w latach 90. XX wieku obecni mieszkańcy Szczecina (obok mieszkańców Wrocławia) posługują się polszczyzną najbardziej zbliżoną do języka literackiego spośród wszystkich mieszkańców Polski.

### Przykład języka albańskiego
Innym bliskim przykładem jest język albański, w którym po II wojnie światowej utworzona została nowa norma języka literackiego w oparciu o gwary toskijskie (czyli południowe). Miało to związek z przejęciem władzy przez komunistów z Enverem Hodżą na czele, który sam był Toskiem (pochodził z miasta Gjirokastra). Doszło wtedy do paradoksu, gdyż albańska przedwojenna elita intelektualna, posługująca się standardem językowym zbudowanym na gwarach północnych (czyli na dialekcie gegijskim), przestała mówić normatywnie i musiała nauczyć się nowej formy języka, a wszystkie podręczniki należało przetłumaczyć na nowy język literacki Albanii. Natomiast albańszczyzną bliską standardowi mówili górale, pasterze z epirskich wiosek.